# Бранко Ђукић
Бранко Ђукић (Зрењанин, 22. јун 1966) српски је академски сликар, стрипар, илустратор, историчар и теоретичар уметности. Илустратор НИН-а и уредник часописа Стриполис.

## Биографија
Завршио је Академију уметности у Новом Саду 1995, а магистрирао је 2004. на Факултету ликовних уметности у Београду. Добитник је неколико награда у области сликарства и илустрације.
Објављивао је своје радове у часописима НИН, Komiksy kultura gniewu у Пољској, Optimum wound comics у Канади, Черним по Белому у Русији и многим другим. Аутор је пројекта „Зрењанински стрип“ и уредник часописа Стриполис.
Члан је Удружења ликовних уметника Србије од 1997, Удружења ликовних уметника примењених уметности и дизајнера Србије-а од 2005, као и Удружења стрипских уметника Србије од оснивања 2010. године. Живи у Зрењанину.

## Самосталне изложбе
- 1996. Изложба цртежа, галерија Дома културе „Студентски град“, Београд[3]
- 2000. Изложба цртежа, Савремена галерија, Зрењанин
- 2004. Изложба цртежа, галерија Народног музеја, Кикинда
- 2004. Изложба цртежа, галерија „Прогрес“, Београд
- 2007. Изложба цртежа, галерија задужбине Илије М. Коларца, Београд
- 2008. Изложба цртежа, галерија УЛУВ, Нови Сад
- 2009. Изложба цртежа, галерија „Владимир Маржик“ Краљево
- 2009. Изложба цртежа, галерија „Двориште“ Панчево
- 2009. Изложба цртежа, галерија „Лаза Костић“ Сомбор